# Frea haroldi
Frea haroldi är en skalbaggsart som först beskrevs av Max Quedenfeldt 1883.  Frea haroldi ingår i släktet Frea och familjen långhorningar.
Artens utbredningsområde är Gabon. Inga underarter finns listade i Catalogue of Life.